# サイモニ・ヴニランギ
サイモニ・ヴニランギ（Saimoni Vunilagi、2000年6月13日 - ）は、ジャパンラグビーリーグワン東京サントリーサンゴリアスに所属するラグビーユニオン選手。

## プロフィール
- フィジー出身[1]。
- ポジションはロック(LO)、ナンバーエイト(No8)。
- 身長 197 cm、体重 120 kg

## 略歴
2019年、マッセイ高校卒業後、大東文化大学に入る。
2023年、大東文化大学卒業後、東京サントリーサンゴリアスに加入。同年12月10日に行われたJAPAN RUGBY LEAGUE ONE第1節スピアーズ船橋・東京ベイ戦にて途中出場でリーグワン公式戦初出場を果たして、リーグワンデビュー戦でトライをあげた。